# Interlands voetbalelftal van Congo-Kinshasa 2020-2029
Deze pagina toont een chronologisch en gedetailleerd overzicht van de interlands die het voetbalelftal van Congo-Kinshasa speelt en heeft gespeeld in de periode 2020 – 2029.

## Interlands

### 2020
|                                                                  |                                                             |       |                |                                                                               |
| 9 oktober Vriendschappelijk «onderlinge duels» 17:00 uur (UTC+1) | Burkina Faso                                                | 3 – 0 | Congo-Kinshasa | Stade El Abdi, El Jadida Toeschouwers: 0 Scheidsrechter: Redouane Jiyed (MAR) |
| 9 oktober Vriendschappelijk «onderlinge duels» 17:00 uur (UTC+1) | Bertrand Traoré 15' Bryan Dabo 62' (pen.) Issoufou Dayo 86' |       |                | Stade El Abdi, El Jadida Toeschouwers: 0 Scheidsrechter: Redouane Jiyed (MAR) |

|                                                                   |                       |       |                 |                                                                                     |
| 13 oktober Vriendschappelijk «onderlinge duels» 20:00 uur (UTC+1) | Marokko               | 1 – 1 | Congo-Kinshasa  | Stade Moulay Abdallah, Rabat Toeschouwers: 0 Scheidsrechter: Alioune Sandigui (SEN) |
| 13 oktober Vriendschappelijk «onderlinge duels» 20:00 uur (UTC+1) | Noussair Mazraoui 45' |       | 60' Yoane Wissa | Stade Moulay Abdallah, Rabat Toeschouwers: 0 Scheidsrechter: Alioune Sandigui (SEN) |

|                                                                               |                |       |        |                                                               |
| 14 november AK 2021 kwalificatie Groep D «onderlinge duels» 20:00 uur (UTC+1) | Congo-Kinshasa | 0 – 0 | Angola | Stade des Martyrs, Kinshasa Scheidsrechter: Sadok Selmi (TUN) |
| 14 november AK 2021 kwalificatie Groep D «onderlinge duels» 20:00 uur (UTC+1) |                |       |        | Stade des Martyrs, Kinshasa Scheidsrechter: Sadok Selmi (TUN) |

|                                                                               |        |                     |                |                                                                   |
| 17 november AK 2021 kwalificatie Groep D «onderlinge duels» 18:00 uur (UTC+1) | Angola | 0 – 1               | Congo-Kinshasa | Estádio 11 de Novembro, Luanda Scheidsrechter: Victor Gomes (ZAF) |
| 17 november AK 2021 kwalificatie Groep D «onderlinge duels» 18:00 uur (UTC+1) |        | 64' Neeskens Kebano |                | Estádio 11 de Novembro, Luanda Scheidsrechter: Victor Gomes (ZAF) |

### 2021
| African Championship of Nations 2020 |
| ------------------------------------ |

Tijdens het African Championship of Nations bestaat het nationaal elftal altijd enkel uit spelers uit de nationale competitie.
|                                                                                 |                   |       |                   |                                                           |
| 17 januari Championship of Nations Groep B «onderlinge duels» 20:00 uur (UTC+1) | Congo-Kinshasa    | 1 – 0 | Congo-Brazzaville | Japomastadion, Douala Scheidsrechter: Samir Guezzaz (MAR) |
| 17 januari Championship of Nations Groep B «onderlinge duels» 20:00 uur (UTC+1) | Chico Kubanza 47' |       |                   | Japomastadion, Douala Scheidsrechter: Samir Guezzaz (MAR) |

|                                                                                 |                    |       |                     |                                                           |
| 21 januari Championship of Nations Groep B «onderlinge duels» 17:00 uur (UTC+1) | Libië              | 1 – 1 | Congo-Kinshasa      | Japomastadion, Douala Scheidsrechter: Boubou Traore (MLI) |
| 21 januari Championship of Nations Groep B «onderlinge duels» 17:00 uur (UTC+1) | Moataz Al-Mehdi 6' |       | 90+4' Masasi Obenza | Japomastadion, Douala Scheidsrechter: Boubou Traore (MLI) |

|                                                                                 |                       |       |                                        |                                                                       |
| 25 januari Championship of Nations Groep B «onderlinge duels» 20:00 uur (UTC+1) | Niger                 | 1 – 2 | Congo-Kinshasa                         | Ahmadou Ahidjostadion, Yaoundé Scheidsrechter: Lahlou Benbraham (ALG) |
| 25 januari Championship of Nations Groep B «onderlinge duels» 20:00 uur (UTC+1) | Mossi Issa Moussa 73' |       | 27' Kadima Kabangu 90+1' Masasi Obenza | Ahmadou Ahidjostadion, Yaoundé Scheidsrechter: Lahlou Benbraham (ALG) |

|                                                                                     |                   |       |                                              |                                                                         |
| 30 januari Championship of Nations Kwartfinale «onderlinge duels» 20:00 uur (UTC+1) | Congo-Kinshasa    | 1 – 2 | Kameroen                                     | Japomastadion, Douala Scheidsrechter: Mohamed Maarouf Eid Mansour (EGY) |
| 30 januari Championship of Nations Kwartfinale «onderlinge duels» 20:00 uur (UTC+1) | Makabi Lilepo 22' |       | 29' Yannick Ndjeng 42' Felix Oukine Tcheoude | Japomastadion, Douala Scheidsrechter: Mohamed Maarouf Eid Mansour (EGY) |

|  |  |  |  |  |  |  |  |  |

|                                                                            |                                                                     |       |                |                                                                       |
| 25 maart AK 2021 kwalificatie Groep D «onderlinge duels» 17:00 uur (UTC+1) | Gabon                                                               | 3 – 0 | Congo-Kinshasa | Stade de Franceville, Franceville Scheidsrechter: Janny Sikazwe (ZAM) |
| 25 maart AK 2021 kwalificatie Groep D «onderlinge duels» 17:00 uur (UTC+1) | Aaron Boupendza 44' Denis Bouanga 72' Pierre-Emerick Aubameyang 86' |       |                | Stade de Franceville, Franceville Scheidsrechter: Janny Sikazwe (ZAM) |

|                                                                            |                             |       |        |                                                                     |
| 29 maart AK 2021 kwalificatie Groep D «onderlinge duels» 17:00 uur (UTC+1) | Congo-Kinshasa              | 1 – 0 | Gambia | Stade des Martyrs, Kinshasa Scheidsrechter: Amin Mohamed Omar (EGY) |
| 29 maart AK 2021 kwalificatie Groep D «onderlinge duels» 17:00 uur (UTC+1) | Kazadi Kasengu 45+2' (pen.) |       |        | Stade des Martyrs, Kinshasa Scheidsrechter: Amin Mohamed Omar (EGY) |

|                                                               |                |       |                |                                                                                           |
| 5 juni Vriendschappelijk «onderlinge duels» 20:30 uur (UTC+1) | Tunesië        | 1 – 0 | Congo-Kinshasa | Stade Olympique Hammadi Agrebi, Radès Toeschouwers: 0 Scheidsrechter: Ibrahim Mutaz (LBA) |
| 5 juni Vriendschappelijk «onderlinge duels» 20:30 uur (UTC+1) | Naïm Sliti 45' |       |                | Stade Olympique Hammadi Agrebi, Radès Toeschouwers: 0 Scheidsrechter: Ibrahim Mutaz (LBA) |

|                                                                |                 |       |                     |                                                             |
| 11 juni Vriendschappelijk «onderlinge duels» 16:00 uur (UTC+1) | Congo-Kinshasa  | 1 – 1 | Mali                | Stade El Menzah, Tunis Toeschouwers: 0 Scheidsrechter: onb. |
| 11 juni Vriendschappelijk «onderlinge duels» 16:00 uur (UTC+1) | Ben Malango 86' |       | 4' Kalifa Coulibaly | Stade El Menzah, Tunis Toeschouwers: 0 Scheidsrechter: onb. |

|                                                                               |                       |       |                 |                                                                                           |
| 2 september WK 2022 kwalificatie Groep J «onderlinge duels» 15:00 uur (UTC+2) | Congo-Kinshasa        | 1 – 1 | Tanzania        | Stade TP Mazembe, Lubumbashi Toeschouwers: 0 Scheidsrechter: Kalilou Ibrahim Traore (CIV) |
| 2 september WK 2022 kwalificatie Groep J «onderlinge duels» 15:00 uur (UTC+2) | Dieumerci Mbokani 23' |       | 36' Simon Msuva | Stade TP Mazembe, Lubumbashi Toeschouwers: 0 Scheidsrechter: Kalilou Ibrahim Traore (CIV) |

|                                                                               |                   |       |                       |                                                                                    |
| 6 september WK 2022 kwalificatie Groep J «onderlinge duels» 14:00 uur (UTC+1) | Benin             | 1 – 1 | Congo-Kinshasa        | Stade de l'Amitié, Cotonou Toeschouwers: 5.000 Scheidsrechter: Jean Ouattara (BUR) |
| 6 september WK 2022 kwalificatie Groep J «onderlinge duels» 14:00 uur (UTC+1) | Jordan Adéoti 33' |       | 11' Dieumerci Mbokani | Stade de l'Amitié, Cotonou Toeschouwers: 5.000 Scheidsrechter: Jean Ouattara (BUR) |

|                                                                             |                                                |       |            |                                                                                            |
| 7 oktober WK 2022 kwalificatie Groep J «onderlinge duels» 14:00 uur (UTC+1) | Congo-Kinshasa                                 | 2 – 0 | Madagaskar | Stade des Martyrs, Kinshasa Toeschouwers: 0 Scheidsrechter: Antonio Caluassi Dungula (ANG) |
| 7 oktober WK 2022 kwalificatie Groep J «onderlinge duels» 14:00 uur (UTC+1) | Chadrac Akolo 35' Dieumerci Mbokani 78' (pen.) |       |            | Stade des Martyrs, Kinshasa Toeschouwers: 0 Scheidsrechter: Antonio Caluassi Dungula (ANG) |

|                                                                              |                           |       |                |                                                                                            |
| 10 oktober WK 2022 kwalificatie Groep J «onderlinge duels» 19:00 uur (UTC+3) | Madagaskar                | 1 – 0 | Congo-Kinshasa | Mahamasinastadion, Antananarivo Toeschouwers: 1.500 Scheidsrechter: Patrice Milazare (MRI) |
| 10 oktober WK 2022 kwalificatie Groep J «onderlinge duels» 19:00 uur (UTC+3) | Njivo Rakotoharimalala 2' |       |                | Mahamasinastadion, Antananarivo Toeschouwers: 1.500 Scheidsrechter: Patrice Milazare (MRI) |

|                                                                               |          |                                                  |                |                                                                                             |
| 11 november WK 2022 kwalificatie Groep J «onderlinge duels» 16:00 uur (UTC+3) | Tanzania | 0 – 3                                            | Congo-Kinshasa | Nationaal Stadion, Dar es Salaam Toeschouwers: 10.000 Scheidsrechter: Bernard Camille (SEY) |
| 11 november WK 2022 kwalificatie Groep J «onderlinge duels» 16:00 uur (UTC+3) |          | 6' Gaël Kakuta 66' Nathan Fasika 85' Ben Malango |                | Nationaal Stadion, Dar es Salaam Toeschouwers: 10.000 Scheidsrechter: Bernard Camille (SEY) |

|                                                                               |                                              |       |       |                                                                                        |
| 14 november WK 2022 kwalificatie Groep J «onderlinge duels» 14:00 uur (UTC+1) | Congo-Kinshasa                               | 2 – 0 | Benin | Stade des Martyrs, Kinshasa Toeschouwers: 500 Scheidsrechter: Eric Otogo-Castane (GAB) |
| 14 november WK 2022 kwalificatie Groep J «onderlinge duels» 14:00 uur (UTC+1) | Dieumerci Mbokani 10' (pen.) Ben Malango 74' |       |       | Stade des Martyrs, Kinshasa Toeschouwers: 500 Scheidsrechter: Eric Otogo-Castane (GAB) |

### 2022
|                                                                   |                      |       |                |                                                                                           |
| 1 februari Vriendschappelijk «onderlinge duels» 19:00 uur (UTC+4) | Bahrein              | 1 – 0 | Congo-Kinshasa | Bahrain National Stadium, Riffa Toeschouwers: 50 Scheidsrechter: Ahmed Eisa Mohamed (VAE) |
| 1 februari Vriendschappelijk «onderlinge duels» 19:00 uur (UTC+4) | Hashim Sayed Isa 48' |       |                | Bahrain National Stadium, Riffa Toeschouwers: 50 Scheidsrechter: Ahmed Eisa Mohamed (VAE) |

|                                                                             |                 |       |                      | |
| 25 maart WK 2022 kwalificatie Play-off «onderlinge duels» 16:00 uur (UTC+1) | Congo-Kinshasa  | 1 – 1 | Marokko              | Stade des Martyrs, Kinshasa Toeschouwers: 25.000 Scheidsrechter: Victor Gomes (ZAF) Video-assistent: François Letexier (FRA) |
| 25 maart WK 2022 kwalificatie Play-off «onderlinge duels» 16:00 uur (UTC+1) | Yoane Wissa 12' |       | 76' Tarik Tissoudali | Stade des Martyrs, Kinshasa Toeschouwers: 25.000 Scheidsrechter: Victor Gomes (ZAF) Video-assistent: François Letexier (FRA) |

|                                                                             |                                                                                  |       |                 | |
| 29 maart WK 2022 kwalificatie Play-off «onderlinge duels» 20:30 uur (UTC+1) | Marokko                                                                          | 4 – 1 | Congo-Kinshasa  | Stade Mohammed V, Casablanca Toeschouwers: 45.000 Scheidsrechter: Pacifique Ndabihawenimana (BDI) Video-assistent: Tomasz Kwiatkowski (POL) |
| 29 maart WK 2022 kwalificatie Play-off «onderlinge duels» 20:30 uur (UTC+1) | Azzedine Ounahi 21' Tarik Tissoudali 45+7' Azzedine Ounahi 54' Achraf Hakimi 69' |       | 77' Ben Malango | Stade Mohammed V, Casablanca Toeschouwers: 45.000 Scheidsrechter: Pacifique Ndabihawenimana (BDI) Video-assistent: Tomasz Kwiatkowski (POL) |

|                                                                          |                |                   |       |                                                                   |
| 4 juni AK 2023 kwalificatie Groep I «onderlinge duels» 17:00 uur (UTC+1) | Congo-Kinshasa | 0 – 1             | Gabon | Stade des Martyrs, Kinshasa Scheidsrechter: Bernard Camille (SEY) |
| 4 juni AK 2023 kwalificatie Groep I «onderlinge duels» 17:00 uur (UTC+1) |                | 23' Shavy Babicka |       | Stade des Martyrs, Kinshasa Scheidsrechter: Bernard Camille (SEY) |

|                                                                          |                                                 |       |                        |                                                              |
| 8 juni AK 2023 kwalificatie Groep I «onderlinge duels» 21:00 uur (UTC+2) | Soedan                                          | 2 – 1 | Congo-Kinshasa         | Al-Hilalstadion, Omdurman Scheidsrechter: Joshua Bondo (BOT) |
| 8 juni AK 2023 kwalificatie Groep I «onderlinge duels» 21:00 uur (UTC+2) | Waleed Bakhet Hamid 16' Mohamed Abdelrahman 86' |       | 90+3' Jonathan Bolingi | Al-Hilalstadion, Omdurman Scheidsrechter: Joshua Bondo (BOT) |

|                                                                     |                |                     |              |                                                                 |
| 23 september Vriendschappelijk «onderlinge duels» 17:00 uur (UTC+1) | Congo-Kinshasa | 0 – 1               | Burkina Faso | Stade Père-Jégo, Casablanca Scheidsrechter: Samir Guezzaz (MAR) |
| 23 september Vriendschappelijk «onderlinge duels» 17:00 uur (UTC+1) |                | 57' Bertrand Traoré |              | Stade Père-Jégo, Casablanca Scheidsrechter: Samir Guezzaz (MAR) |

|                                                                     |                                                  |       |              |                                                  |
| 27 september Vriendschappelijk «onderlinge duels» 17:00 uur (UTC+1) | Congo-Kinshasa                                   | 3 – 0 | Sierra Leone | Stade Père-Jégo, Casablanca Scheidsrechter: onb. |
| 27 september Vriendschappelijk «onderlinge duels» 17:00 uur (UTC+1) | Ben Malango 70' Edo Kayembe 73' Meschak Elia 75' |       |              | Stade Père-Jégo, Casablanca Scheidsrechter: onb. |

### 2023
| African Championship of Nations 2022 |
| ------------------------------------ |

Tijdens het African Championship of Nations bestaat het nationaal elftal altijd enkel uit spelers uit de nationale competitie.
|                                                                                 |                |       |         |                                                                    |
| 14 januari Championship of Nations Groep B «onderlinge duels» 17:00 uur (UTC+1) | Congo-Kinshasa | 0 – 0 | Oeganda | 19 mei 1956-stadion, Annaba Scheidsrechter: Patrice Milazare (MRI) |
| 14 januari Championship of Nations Groep B «onderlinge duels» 17:00 uur (UTC+1) |                |       |         | 19 mei 1956-stadion, Annaba Scheidsrechter: Patrice Milazare (MRI) |

|                                                                                 |                |       |           |                                                                |
| 18 januari Championship of Nations Groep B «onderlinge duels» 17:00 uur (UTC+1) | Congo-Kinshasa | 0 – 0 | Ivoorkust | 19 mei 1956-stadion, Annaba Scheidsrechter: Mohamed Adel (EGY) |
| 18 januari Championship of Nations Groep B «onderlinge duels» 17:00 uur (UTC+1) |                |       |           | 19 mei 1956-stadion, Annaba Scheidsrechter: Mohamed Adel (EGY) |

|                                                                                 |                                                           |       |                |                                                                |
| 22 januari Championship of Nations Groep B «onderlinge duels» 20:00 uur (UTC+1) | Senegal                                                   | 3 – 0 | Congo-Kinshasa | 19 mei 1956-stadion, Annaba Scheidsrechter: Tom Abongile (ZAF) |
| 22 januari Championship of Nations Groep B «onderlinge duels» 20:00 uur (UTC+1) | Ousmane Diouf 23' Pape Diallo 74' Baggio Siadi 77' (e.d.) |       |                | 19 mei 1956-stadion, Annaba Scheidsrechter: Tom Abongile (ZAF) |

|  |  |  |  |  |  |  |  |  |

|                                                                            |                                                       |       |               |                                                                 |
| 24 maart AK 2023 kwalificatie Groep I «onderlinge duels» 15:00 uur (UTC+2) | Congo-Kinshasa                                        | 3 – 1 | Mauritanië    | Stade TP Mazembe, Lubumbashi Scheidsrechter: Abongile Tom (ZAF) |
| 24 maart AK 2023 kwalificatie Groep I «onderlinge duels» 15:00 uur (UTC+2) | Gaël Kakuta 37' Cédric Bakambu 42' Arthur Masuaku 67' |       | 55' Aly Abeid | Stade TP Mazembe, Lubumbashi Scheidsrechter: Abongile Tom (ZAF) |

|                                                                          |                     |         |                   |                                                                          |
| 28 maart AK 2023 kwalificatie Groep I «onderlinge duels» 22:00 uur (UTC) | Mauritanië          | 0 – 3 r | Congo-Kinshasa    | Stade Cheikha Ould Boïdiya, Nouakchott Scheidsrechter: Sadok Selmi (TUN) |
| 28 maart AK 2023 kwalificatie Groep I «onderlinge duels» 22:00 uur (UTC) | Mouhamed Soueid 57' |         | 9' Cédric Bakambu | Stade Cheikha Ould Boïdiya, Nouakchott Scheidsrechter: Sadok Selmi (TUN) |

|                                                                |                          |       |         |                                                                    |
| 14 juni Vriendschappelijk «onderlinge duels» 16:00 uur (UTC+1) | Congo-Kinshasa           | 1 – 0 | Oeganda | Japomastadion, Douala Scheidsrechter: Florent Ledoux Dimonya (CMR) |
| 14 juni Vriendschappelijk «onderlinge duels» 16:00 uur (UTC+1) | Théo Bongonda 26' (pen.) |       |         | Japomastadion, Douala Scheidsrechter: Florent Ledoux Dimonya (CMR) |

|                                                                           |       |                                             |                |                                                                           |
| 18 juni AK 2023 kwalificatie Groep I «onderlinge duels» 19:00 uur (UTC+1) | Gabon | 0 – 2                                       | Congo-Kinshasa | Stade de Franceville, Franceville Scheidsrechter: Amin Mohamed Omar (EGY) |
| 18 juni AK 2023 kwalificatie Groep I «onderlinge duels» 19:00 uur (UTC+1) |       | 34' Aaron Tshibola 83' Fiston Kalala Mayele |                | Stade de Franceville, Franceville Scheidsrechter: Amin Mohamed Omar (EGY) |

|                                                                               |                                           |       |        |                                                                 |
| 9 september AK 2023 kwalificatie Groep I «onderlinge duels» 17:00 uur (UTC+1) | Congo-Kinshasa                            | 2 – 0 | Soedan | Stade des Martyrs, Kinshasa Scheidsrechter: Samir Guezzaz (MAR) |
| 9 september AK 2023 kwalificatie Groep I «onderlinge duels» 17:00 uur (UTC+1) | Théo Bongonda 8' Fiston Kalala Mayele 87' |       |        | Stade des Martyrs, Kinshasa Scheidsrechter: Samir Guezzaz (MAR) |

|                                                                     |                 |       |                |                                                                                            |
| 12 september Vriendschappelijk «onderlinge duels» 17:00 uur (UTC+2) | Zuid-Afrika     | 1 – 0 | Congo-Kinshasa | Orlandostadion, Johannesburg Toeschouwers: 7.304 Scheidsrechter: Godfrey Nkhakananga (MAW) |
| 12 september Vriendschappelijk «onderlinge duels» 17:00 uur (UTC+2) | Lyle Foster 25' |       |                | Orlandostadion, Johannesburg Toeschouwers: 7.304 Scheidsrechter: Godfrey Nkhakananga (MAW) |

|                                                                   |                         |       |                    |                                                                     |
| 13 oktober Vriendschappelijk «onderlinge duels» 18:00 uur (UTC+2) | Nieuw-Zeeland           | 1 – 1 | Congo-Kinshasa     | Estadio Nueva Condomina, Murcia Scheidsrechter: Jason Barcelo (GIB) |
| 13 oktober Vriendschappelijk «onderlinge duels» 18:00 uur (UTC+2) | Chris Wood 90+1' (pen.) |       | 46' Cédric Bakambu | Estadio Nueva Condomina, Murcia Scheidsrechter: Jason Barcelo (GIB) |

|                                                                   |        |       |                |                                                               |
| 17 oktober Vriendschappelijk «onderlinge duels» 15:30 uur (UTC+1) | Angola | 0 – 0 | Congo-Kinshasa | Estádio do Bonfim, Setúbal Scheidsrechter: Luís Godinho (POR) |
| 17 oktober Vriendschappelijk «onderlinge duels» 15:30 uur (UTC+1) |        |       |                | Estádio do Bonfim, Setúbal Scheidsrechter: Luís Godinho (POR) |

|                                                                               |                                   |       |            |                                                                      |
| 15 november WK 2026 kwalificatie Groep B «onderlinge duels» 17:00 uur (UTC+1) | Congo-Kinshasa                    | 2 – 0 | Mauritanië | Stade des Martyrs, Kinshasa Scheidsrechter: Elmabrouk Muhammad (LBA) |
| 15 november WK 2026 kwalificatie Groep B «onderlinge duels» 17:00 uur (UTC+1) | Yoane Wissa 62' Théo Bongonda 81' |       |            | Stade des Martyrs, Kinshasa Scheidsrechter: Elmabrouk Muhammad (LBA) |

|                                                                               |                           |       |                |                                                                                                  |
| 19 november WK 2026 kwalificatie Groep B «onderlinge duels» 18:00 uur (UTC+2) | Soedan                    | 1 – 0 | Congo-Kinshasa | Benina Martyrsstadion, Benghazi (Libië) Toeschouwers: 3.700 Scheidsrechter: Bamlak Tessema (ETH) |
| 19 november WK 2026 kwalificatie Groep B «onderlinge duels» 18:00 uur (UTC+2) | Charles Pickel 79' (e.d.) |       |                | Benina Martyrsstadion, Benghazi (Libië) Toeschouwers: 3.700 Scheidsrechter: Bamlak Tessema (ETH) |

### 2024
|                                                                  |                |       |        |                                                                      |
| 6 januari Vriendschappelijk «onderlinge duels» 15:00 uur (UTC+4) | Congo-Kinshasa | 0 – 0 | Angola | Shabab Al-Ahlistadion, Dubai Scheidsrechter: Sultan Al-Hammadi (VAE) |
| 6 januari Vriendschappelijk «onderlinge duels» 15:00 uur (UTC+4) |                |       |        | Shabab Al-Ahlistadion, Dubai Scheidsrechter: Sultan Al-Hammadi (VAE) |

|                                                                   |                    |       |                                    |                                                                                    |
| 10 januari Vriendschappelijk «onderlinge duels» 18:00 uur (UTC+4) | Congo-Kinshasa     | 1 – 2 | Burkina Faso                       | Baniyasstadion, Abu Dhabi Toeschouwers: 0 Scheidsrechter: Ahmed Eisa Darwish (VAE) |
| 10 januari Vriendschappelijk «onderlinge duels» 18:00 uur (UTC+4) | Chancel Mbemba 57' |       | 36' Blati Touré 41' Mohamed Konaté | Baniyasstadion, Abu Dhabi Toeschouwers: 0 Scheidsrechter: Ahmed Eisa Darwish (VAE) |

| Afrikaans kampioenschap voetbal 2023 |
| ------------------------------------ |

|                                                                  |                 |       |                  | |
| 17 januari Afrika Cup Groep F «onderlinge duels» 20:00 uur (UTC) | Congo-Kinshasa  | 1 – 1 | Zambia           | Laurent Pokoustadion, San-Pédro Toeschouwers: 15.478 Scheidsrechter: Bamlak Tessema (ETH) Video-assistent: Dahane Beida (MTN) |
| 17 januari Afrika Cup Groep F «onderlinge duels» 20:00 uur (UTC) | Yoane Wissa 27' |       | 23' Kings Kangwa | Laurent Pokoustadion, San-Pédro Toeschouwers: 15.478 Scheidsrechter: Bamlak Tessema (ETH) Video-assistent: Dahane Beida (MTN) |

|                                                                  |                  |       |                          | |
| 21 januari Afrika Cup Groep F «onderlinge duels» 14:00 uur (UTC) | Marokko          | 1 – 1 | Congo-Kinshasa           | Laurent Pokoustadion, San-Pédro Toeschouwers: 13.342 Scheidsrechter: Peter Waweru (KEN) Video-assistent: Akhona Makalima (ZAF) |
| 21 januari Afrika Cup Groep F «onderlinge duels» 14:00 uur (UTC) | Achraf Hakimi 6' |       | 76' Silas Katompa Mvumpa | Laurent Pokoustadion, San-Pédro Toeschouwers: 13.342 Scheidsrechter: Peter Waweru (KEN) Video-assistent: Akhona Makalima (ZAF) |

|                                                                  |          |       |                | |
| 24 januari Afrika Cup Groep F «onderlinge duels» 20:00 uur (UTC) | Tanzania | 0 – 0 | Congo-Kinshasa | Amadou Gon Coulibalystadion, Korhogo Toeschouwers: 12.847 Scheidsrechter: Amin Omar (EGY) Video-assistent: Mahmoud Ashour (EGY) |
| 24 januari Afrika Cup Groep F «onderlinge duels» 20:00 uur (UTC) |          |       |                | Amadou Gon Coulibalystadion, Korhogo Toeschouwers: 12.847 Scheidsrechter: Amin Omar (EGY) Video-assistent: Mahmoud Ashour (EGY) |

|                                                                         | |              | | |
| 28 januari Afrika Cup Achtste finale «onderlinge duels» 20:00 uur (UTC) | Egypte | 1 – 1 (n.v.) | Congo-Kinshasa | Stade Laurent Pokou, San-Pédro Toeschouwers: 12.342 Scheidsrechter: Abongile Tom (ZAF) Video-assistent: Daniel Nii Laryea (GHA) |
| 28 januari Afrika Cup Achtste finale «onderlinge duels» 20:00 uur (UTC) | Mostafa Mohamed 45+1' (pen.) |              | 37' Meschak Elia | Stade Laurent Pokou, San-Pédro Toeschouwers: 12.342 Scheidsrechter: Abongile Tom (ZAF) Video-assistent: Daniel Nii Laryea (GHA) |
| 28 januari Afrika Cup Achtste finale «onderlinge duels» 20:00 uur (UTC) | Strafschoppen |              | | Stade Laurent Pokou, San-Pédro Toeschouwers: 12.342 Scheidsrechter: Abongile Tom (ZAF) Video-assistent: Daniel Nii Laryea (GHA) |
| 28 januari Afrika Cup Achtste finale «onderlinge duels» 20:00 uur (UTC) | Mohamed Abdelmonem Mostafa Mohamed Omar Marmoush Omar Kamal Mohamed Hany Ahmed Hegazi Mostafa Fathi Mahmoud Hamada Mohamed Abou Gabal | 7 – 8        | Samuel Moutoussamy Arthur Masuaku Grady Diangana Silas Katompa Mvumpa Aaron Tshibola Gédéon Kalulu Chancel Mbemba Henock Inonga Baka Lionel Mpasi | Stade Laurent Pokou, San-Pédro Toeschouwers: 12.342 Scheidsrechter: Abongile Tom (ZAF) Video-assistent: Daniel Nii Laryea (GHA) |

|                                                                      |                                                              |       |                         | |
| 2 februari Afrika Cup Kwartfinale «onderlinge duels» 20:00 uur (UTC) | Congo-Kinshasa                                               | 3 – 1 | Guinee                  | Stade olympique Alassane Ouattara, Abidjan Toeschouwers: 33.278 Scheidsrechter: Mustapha Ghorbal (ALG) Video-assistent: Daniel Nii Laryea (GHA) |
| 2 februari Afrika Cup Kwartfinale «onderlinge duels» 20:00 uur (UTC) | Chancel Mbemba 27' Yoane Wissa 65' (pen.) Arthur Masuaku 82' |       | 20' (pen.) Mohamed Bayo | Stade olympique Alassane Ouattara, Abidjan Toeschouwers: 33.278 Scheidsrechter: Mustapha Ghorbal (ALG) Video-assistent: Daniel Nii Laryea (GHA) |

|                                                                       |                      |       |                | |
| 7 februari Afrika Cup Halve finale «onderlinge duels» 20:00 uur (UTC) | Ivoorkust            | 1 – 0 | Congo-Kinshasa | Stade olympique Alassane Ouattara, Abidjan Toeschouwers: 51.020 Scheidsrechter: Ibrahim Mutaz (LBA) Video-assistent: Maria Rivet (MRI) |
| 7 februari Afrika Cup Halve finale «onderlinge duels» 20:00 uur (UTC) | Sébastien Haller 65' |       |                | Stade olympique Alassane Ouattara, Abidjan Toeschouwers: 51.020 Scheidsrechter: Ibrahim Mutaz (LBA) Video-assistent: Maria Rivet (MRI) |

|                                                                        | |              | | |
| 10 februari Afrika Cup Troostfinale «onderlinge duels» 20:00 uur (UTC) | Zuid-Afrika                                                                                              | 0 – 0 (n.v.) | Congo-Kinshasa                                                                                        | Stade Félix Houphouët-Boigny, Abidjan Toeschouwers: 21.975 Scheidsrechter: Bamlak Tessema Weyesa (ETH) Video-assistent: Lahlou Benbraham (ALG) |
| 10 februari Afrika Cup Troostfinale «onderlinge duels» 20:00 uur (UTC) | |              | | Stade Félix Houphouët-Boigny, Abidjan Toeschouwers: 21.975 Scheidsrechter: Bamlak Tessema Weyesa (ETH) Video-assistent: Lahlou Benbraham (ALG) |
| 10 februari Afrika Cup Troostfinale «onderlinge duels» 20:00 uur (UTC) | Strafschoppen                                                                                            |              | | Stade Félix Houphouët-Boigny, Abidjan Toeschouwers: 21.975 Scheidsrechter: Bamlak Tessema Weyesa (ETH) Video-assistent: Lahlou Benbraham (ALG) |
| 10 februari Afrika Cup Troostfinale «onderlinge duels» 20:00 uur (UTC) | Teboho Mokoena Nkosinathi Sibisi Thabang Monare Aubrey Modiba Zakhele Lepasa Oswin Appollis Siyanda Xulu | 6 – 5        | Samuel Moutoussamy Omenuke Mfulu Cédric Bakambu Joris Kayembe Chancel Mbemba Yoane Wissa Meschak Elia | Stade Félix Houphouët-Boigny, Abidjan Toeschouwers: 21.975 Scheidsrechter: Bamlak Tessema Weyesa (ETH) Video-assistent: Lahlou Benbraham (ALG) |

|  |  |  |  |  |  |  |  |  |

|                                                                        |                    |       |                   |                                                                      |
| 6 juni WK 2026 kwalificatie Groep B «onderlinge duels» 19:00 uur (UTC) | Senegal            | 1 – 1 | Congo-Kinshasa    | Stade Abdoulaye Wade, Diamniadio Scheidsrechter: Mutaz Ibrahim (LBA) |
| 6 juni WK 2026 kwalificatie Groep B «onderlinge duels» 19:00 uur (UTC) | Ismaïla Sarr 45+1' |       | 85' Fiston Mayele | Stade Abdoulaye Wade, Diamniadio Scheidsrechter: Mutaz Ibrahim (LBA) |

|                                                                          |                 |       |      |                                                                |
| 9 juni WK 2026 kwalificatie Groep B «onderlinge duels» 17:00 uur (UTC+1) | Congo-Kinshasa  | 1 – 0 | Togo | Stade des Martyrs, Kinshasa Scheidsrechter: Mehrez Malki (TUN) |
| 9 juni WK 2026 kwalificatie Groep B «onderlinge duels» 17:00 uur (UTC+1) | Meschak Elia 6' |       |      | Stade des Martyrs, Kinshasa Scheidsrechter: Mehrez Malki (TUN) |

|                                                                               |                 |       |        |                                                                |
| 6 september AK 2025 kwalificatie Groep H «onderlinge duels» 17:00 uur (UTC+1) | Congo-Kinshasa  | 1 – 0 | Guinee | Stade des Martyrs, Kinshasa Scheidsrechter: Mohamed Adel (EGY) |
| 6 september AK 2025 kwalificatie Groep H «onderlinge duels» 17:00 uur (UTC+1) | Edo Kayembe 27' |       |        | Stade des Martyrs, Kinshasa Scheidsrechter: Mohamed Adel (EGY) |

|                                                                               |          |                                     |                |                                                                                    |
| 9 september AK 2025 kwalificatie Groep H «onderlinge duels» 22:00 uur (UTC+3) | Ethiopië | 0 – 2                               | Congo-Kinshasa | Nationaal Stadion, Dar es Salaam (Tanzania) Scheidsrechter: Lahlou Benbraham (ALG) |
| 9 september AK 2025 kwalificatie Groep H «onderlinge duels» 22:00 uur (UTC+3) |          | 62' Théo Bongonda 76' Fiston Mayele |                | Nationaal Stadion, Dar es Salaam (Tanzania) Scheidsrechter: Lahlou Benbraham (ALG) |

|                                                                              |                          |       |          |                                                                   |
| 10 oktober AK 2025 kwalificatie Groep H «onderlinge duels» 17:00 uur (UTC+1) | Congo-Kinshasa           | 1 – 0 | Tanzania | Stade des Martyrs, Kinshasa Scheidsrechter: Hillary Hambaba (ZAM) |
| 10 oktober AK 2025 kwalificatie Groep H «onderlinge duels» 17:00 uur (UTC+1) | Clement Mzize 53' (e.d.) |       |          | Stade des Martyrs, Kinshasa Scheidsrechter: Hillary Hambaba (ZAM) |

|                                                                              |          |                                     |                |                                                                      |
| 15 oktober AK 2025 kwalificatie Groep H «onderlinge duels» 16:00 uur (UTC+3) | Tanzania | 0 – 2                               | Congo-Kinshasa | Nationaal Stadion, Dar es Salaam Scheidsrechter: Celso Alvação (MOZ) |
| 15 oktober AK 2025 kwalificatie Groep H «onderlinge duels» 16:00 uur (UTC+3) |          | 87' Meschak Elia 90+3' Meschak Elia |                | Nationaal Stadion, Dar es Salaam Scheidsrechter: Celso Alvação (MOZ) |

|                                                                             |                       |       |                |                                                                                        |
| 16 november AK 2025 kwalificatie Groep H «onderlinge duels» 18:00 uur (UTC) | Guinee                | 1 – 0 | Congo-Kinshasa | Stade olympique Alassane Ouattara, Abidjan (Ivoorkust) Scheidsrechter: Amin Omar (EGY) |
| 16 november AK 2025 kwalificatie Groep H «onderlinge duels» 18:00 uur (UTC) | Serhou Guirassy 90+2' |       |                | Stade olympique Alassane Ouattara, Abidjan (Ivoorkust) Scheidsrechter: Amin Omar (EGY) |

|                                                                               |                         |       |                                           |                                                                            |
| 19 november AK 2025 kwalificatie Groep H «onderlinge duels» 16:00 uur (UTC+1) | Congo-Kinshasa          | 1 – 2 | Ethiopië                                  | Stade des Martyrs, Kinshasa Scheidsrechter: Leonidas Lenine Da Graca (CPV) |
| 19 november AK 2025 kwalificatie Groep H «onderlinge duels» 16:00 uur (UTC+1) | Dylan Batubinsika 90+2' |       | 36' Bereket Desta 90+6' Mohammednur Nasir | Stade des Martyrs, Kinshasa Scheidsrechter: Leonidas Lenine Da Graca (CPV) |

FECOFA · Bondscoaches · Selecties · A-internationals · Vrouwenelftal van Congo-Kinshasa
1960 – 1969 ·
1970 – 1979 ·
1980 – 1989 ·
1990 – 1999 ·
2000 – 2009 ·
2010 – 2019 ·
2020 – 2029
AC 1965 ·
AC 1968 ·
AC 1970 ·
AC 1972 ·
AC 1974 ·
WK 1974 ·
AC 1976 ·
AC 1988 ·
AC 1992 ·
AC 1994 ·
AC 1996 ·
AC 1998 ·
AC 2000 ·
AC 2002 ·
AC 2004 ·
AC 2006 ·
AC 2013
1963 ·
1964 · 
1965 ·
1966 · 
1967 ·
1968 · 
1969 ·
1970 · 
1971 ·
1972 · 
1973 ·
1974 · 
1975 · 
1976 ·
1977 · 
1978 ·
1979 ·
1979 · 
1980 ·
1980 · 
1981 ·
1982 ·
1983 ·
1984 · 
1985 ·
1986 · 
1987 ·
1988 · 
1989 ·
1990 · 
1991 ·
1992 · 
1993 ·
1994 · 
1995 ·
1996 · 
1997 ·
1998 · 
1999 ·
2000 · 
2001 ·
2002 · 
2003 ·
2004 · 
2005 · 
2006 ·
2007 · 
2008 ·
2009 · 
2010 · 
2011 ·
2012 · 
2013 · 
2014 ·
2015 ·
2016 ·
2017 ·
2018 ·
2019 ·
2020 ·
2021 ·
2022 ·
2023
Algerije ·
Angola ·
Bahrein ·
Benin ·
Botswana ·
Brazilië ·
Burkina Faso ·
Burundi ·
Centraal-Afrikaanse Republiek ·
China ·
Congo-Brazzaville ·
Djibouti ·
Egypte ·
Equatoriaal-Guinea ·
Ethiopië ·
Gabon ·
Gambia ·
Ghana ·
Guinee ·
Irak ·
Ivoorkust ·
Joegoslavië ·
Kaapverdië ·
Kameroen ·
Kenia ·
Lesotho ·
Liberia ·
Libië ·
Madagaskar ·
Malawi ·
Mali ·
Marokko ·
Mauritanië ·
Mauritius ·
Mexico ·
Mozambique ·
Namibië ·
Nieuw-Zeeland ·
Niger ·
Nigeria ·
Oeganda ·
Oman ·
Qatar ·
Roemenië ·
Rwanda ·
Saoedi-Arabië ·
Schotland ·
Senegal ·
Seychellen ·
Sierra Leone ·
Soedan ·
Swaziland ·
Tanzania ·
Togo ·
Tsjaad ·
Tunesië ·
Zambia ·
Zimbabwe ·
Zuid-Afrika ·
Zuid-Soedan
CONMEBOL: Argentinië · Bolivia · Brazilië · Chili · Colombia · Ecuador · Paraguay · Peru · Uruguay · Venezuela

UEFA: Albanië · Andorra · Armenië · Azerbeidzjan · België · Bosnië en Herzegovina · Bulgarije · Cyprus · Denemarken · Duitsland · Engeland · Estland · Faeröer · Finland · Frankrijk · Georgië · Gibraltar · Griekenland · Hongarije · IJsland · Ierland · Israël · Italië · Kazachstan · Kosovo · Kroatië · Letland · Liechtenstein · Litouwen · Luxemburg · Malta · Moldavië · Montenegro · Nederland · Noord-Ierland · Noord-Macedonië · Noorwegen · Oekraïne · Oostenrijk · Polen · Portugal · Roemenië · Rusland · San Marino · Schotland · Servië · Slovenië · Slowakije · Spanje · Tsjechië · Turkije · Wales · Wit-Rusland · Zweden · Zwitserland

AFC: Australië · China · Irak · Iran · Japan · Libanon · Oezbekistan · Oman · Qatar · Saoedi-Arabië · Syrië · Verenigde Arabische Emiraten · Vietnam · Zuid-Korea

CAF: Algerije · Burkina Faso · Congo-Kinshasa · Egypte · Ghana · Ivoorkust · Kaapverdië · Kameroen · Mali · Marokko · Nigeria · Senegal · Tunesië · Zuid-Afrika

CONCACAF: Canada · Costa Rica · Curaçao · El Salvador · Honduras · Jamaica · Mexico · Panama · Suriname · Verenigde Staten

OFC: Nieuw-Zeeland